# Migraine
 Mise en garde médicale
La migraine (du grec ancien  / hēmikraníon, douleur touchant la « moitié du crâne ») est une maladie chronique caractérisée par des céphalées récurrentes associées à des nausées ou une photophobie ou phonophobie.
Une migraine dure entre 4 et 72 heures selon sa sévérité ; les symptômes s'aggravent généralement lors des activités physiques.
On distingue deux types de migraines : avec ou sans aura. On dit qu'elle est avec aura si elle est accompagnée ou précédée de troubles neurologiques transitoires affectant la vision. Approximativement un tiers des individus souffrant d'une migraine fait l'expérience d'une aura, c'est-à-dire d'illusions visuelles ou d'autres troubles d'ordre sensoriel ou plus rarement moteur juste avant la céphalée.
Leurs causes sont mal comprises mais il s'agirait de troubles d'origine neurovasculaire. On pense que les migraines sont causées par un terrain génétique sur lequel des facteurs environnementaux servent de déclencheurs des crises. Environ deux tiers des cas ont un contexte familial.
La migraine est trois fois plus fréquente chez les femmes que chez les hommes. L’Organisation mondiale de la santé classe la maladie migraineuse au 20e rang des maladies altérant la qualité de vie et parmi les 10 premières maladies si l’on considère uniquement la population féminine. Elle arrive en deuxième position des maladies invalidantes en termes de temps passé avec une incapacité.

## Physiopathologie

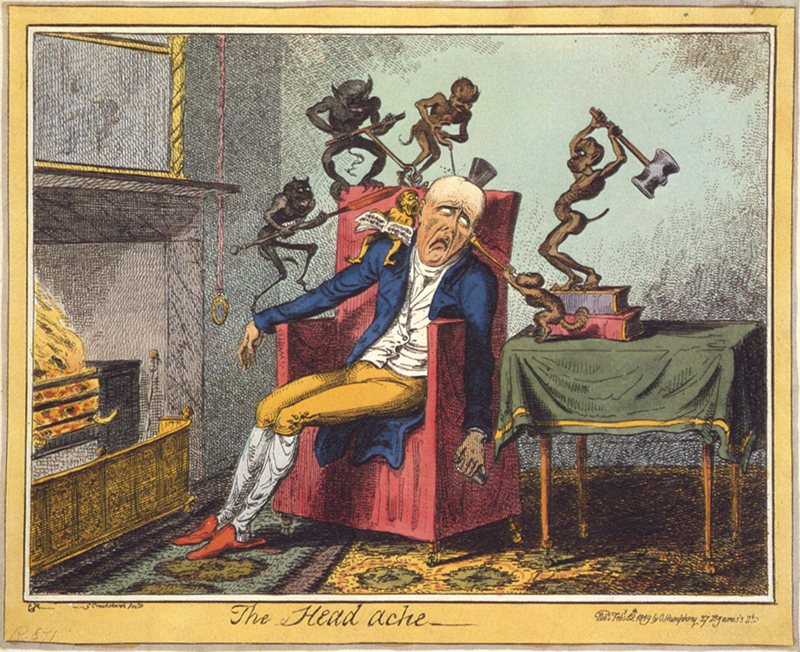
The Head Ache, caricature de George Cruikshank (1819).

### Causes
Les causes de la maladie sont incomplètement élucidées, mais pendant longtemps des anomalies vasculaires semblaient être à l'origine des douleurs : vasodilatation (augmentation du calibre des vaisseaux) et augmentation de la perméabilité vasculaire. Le fait que de nombreux médicaments anti-migraineux interagissent avec le système sérotoninergique a orienté les chercheurs vers un rôle majeur de certains neuromédiateurs : sérotonine et noradrénaline.
Dès les années 1980, les études ont pu montrer que la vasodilatation des vaisseaux sanguins cérébraux n'était pas la cause, mais la conséquence de la migraine. Son origine serait plutôt à rechercher du côté d'une altération du système nerveux périphérique. La migraine serait le résultat d'une inflammation neurogène (c'est-à-dire provoquée par une activité du système nerveux) des vaisseaux sanguins de la dure-mère, dont l'origine encore indéterminée avec précision pourrait être une atteinte du système nerveux orthosympathique. Or ce système a un effet modérateur sur les fibres C nociceptives des vaisseaux sanguins, tandis que le système parasympathique cholinergique est stimulateur de ces fibres C. Dans ces conditions, le système modérateur déficient n'est plus en mesure de réguler les stimulations des fibres C nociceptives (comme une activation des fibres cholinergiques) ce qui entraine une inflammation neurogène à l'origine de la douleur migraineuse.
Certaines études ont suggéré la combinaison de deux mécanismes dans la genèse de la crise migraineuse : réduction de 20 % de la capacité des mitochondries à produire de l'ATP et incapacité du système nerveux à s'habituer aux stimuli extérieurs répétés.

### Génétique
La migraine est une maladie héréditaire dans de nombreux cas, apparaissant normalement entre 10 et 40 ans. Plusieurs gènes en seraient la cause conduisant à une héritabilité de 40 à 60 %,.
C'est seulement en 2010 que les scientifiques ont trouvé le premier lien entre un gène et la migraine. Plus précisément, une région intergénique (entre 2 gènes) sur le chromosome 8 serait liée à la présence de migraines. Cette région interagit avec les 2 gènes qui l'entourent. Ces deux gènes sont responsables de la régulation du glutamate, qui est un neurotransmetteur excitateur. Si cette région présente une anomalie, cela perturbe la régulation de la concentration du glutamate dans la fente synaptique, ce qui expliquerait l'excitabilité anormale du cerveau des migraineux (conduisant à l'absence d'habituation). Cependant, cette hypothèse reste à démontrer.
En 2016, une méta-analyse portant sur près de 60 000 cas identifie 38 loci impliqués dans le risque de migraines. En 2022, les chercheurs de l’International Headache Genetics Consortium publient les résultats d'une méta-analyse portant sur plus de 102 000 cas pathologiques et 700 000 cas témoins, afin d'établir des corrélations entre expressions génétiques et tableaux phénotypiques. Cette étude a permis d'identifier 123 loci associés à un risque de migraine et, en particulier, trois variantes de risque (HMOX2, CACNA1A et MPPED2) spécifiques aux migraines avec aura (MA) et deux autres (rs7684253 dans le locus près de SPINK2 et rs8087942 dans le locus près de FECH) ) spécifiques à la migraine sans aura (MO),.

### Facteurs déclenchants
En parallèle, la migraine est aussi soumise à de nombreux facteurs qui interviennent dans le déclenchement des crises :
- cycle menstruel : avant le début des règles, il se produit une baisse du taux d'œstrogènes qui induit fréquemment une crise migraineuse (migraine cataméniale) ;
- facteurs psychologiques : soucis, contrariétés, surmenage entraînant un stress puis une anxiété anticipatoire (ce n'est pas le stress, phénomène de courte période qui déclenche la migraine, mais cette anxiété, phénomène de plus long terme)[9] ;
- facteurs physiques : efforts physiques ou intellectuels, entraînant de la fatigue ;
- perturbations du rythme circadien : excès ou manque de sommeil, horaires décalés… ;
- facteurs environnants : vent, froid ou brusque variation de température, luminosité, odeurs fortes de certaines plantes ou parfums ;
- facteurs alimentaires : allergies alimentaires (œuf, chocolat, fraises, fruits de mer, alcool, glaces, charcuteries…), repas trop riches, mélanges de boissons alcoolisées, jeûnes de longue durée ;
- facteurs ophtalmiques : des liens entre migraines et défauts visuels non détectés par les examens ophtalmologiques ordinaires ont été mis en évidence à plusieurs reprises[16],[17].

## Diagnostic
La crise migraineuse commence le plus souvent au réveil, parfois précédée de signes annonciateurs (prodrome) que les patients connaissent souvent bien, leur permettant d'anticiper la crise (un traitement très précoce permet de considérablement raccourcir et atténuer la crise). Les douleurs sont progressivement croissantes en quelques heures avant d'atteindre un plateau. Elle est le plus souvent localisée à une moitié du crâne, alternativement à gauche et à droite d'une crise à une autre (mais la douleur est fixe au sein d'une même crise). La fatigue (asthénie) induite par la migraine et l'intolérance aux stimuli extérieurs obligent souvent le patient à rester allongé dans le noir, le temps que la crise cède (24 heures en moyenne). La fin de la crise est rapide, avec une discrète note d'euphorie libératoire.

### Critères diagnostiques
L’International Headache Society propose les critères suivants pour poser le diagnostic de migraine :
- les crises durent entre 4 et 72 heures ;
- la douleur présente au moins deux des caractéristiques suivantes : affectant la moitié de la tête, invalidante, pulsatile et aggravée par l'effort physique .
- la migraine s'accompagne d'au moins deux des signes suivants : photophobie (intolérance à la lumière), phonophobie (intolérance au bruit), nausées, vomissements ;
- survenue d'au moins 5 crises répondant à ces critères ;
- normalité des autres examens, essentiellement neurologiques.

### Aura migraineuse
Les migraines peuvent parfois, chez certains patients, s'accompagner de phénomènes sensoriels regroupés sous le nom d'« aura ». On parle alors de migraines « accompagnées » (environ 20 % des cas). Ces auras précèdent la crise et durent en général moins d'une heure. La douleur migraineuse lui fait suite, parfois après un délai de quelques minutes.
Les auras les plus fréquentes sont les auras ophtalmiques : le champ visuel se remplit de phénomènes de type points scintillants (phosphènes), de mouches semblant traverser le champ visuel (myodésopsies), de lignes brisées lumineuses (scotomes scintillants) pouvant former des compositions complexes (signes pathognomoniques). 
L'aura visuelle peut aussi consister en une hémianopsie latérale homonyme (perte de la même moitié du champ visuel de chaque œil), une cécité monoculaire transitoire, etc.
Les auras sensorielles peuvent se manifester par des troubles très progressifs (« marche migraineuse ») de la sensibilité à types de paresthésies (fourmillements, picotements) d'un hémicorps, souvent de topographie chéiro-orales (bouche et main).
D'autres auras sont plus rares et peuvent poser des problèmes diagnostics : hémiplégie transitoire, diplopie par paralysie oculomotrice, troubles psychiques, hallucinations auditives, troubles du langage.
Dans tous les cas, les signes doivent régresser rapidement et sans séquelle. L'examen neurologique est toujours normal dans la migraine (en dehors de complications rarissimes, voir plus loin).
Dans certains cas, l'aura n'est pas suivie de douleur.

### Rôle du scanner cérébral
Une migraine ne nécessite aucune investigation complémentaire à condition que la crise réponde aux critères habituels de migraine typique et que l'examen clinique et neurologique soit normal.
Le scanner cérébral sera pratiqué dans les cas suivants :
- migraine affectant toujours la même moitié du crâne ;
- aura de durée inhabituelle (plus d'une heure) ;
- aura de début brutal (l'aura s'installe en quelques minutes : on parle de « marche de l'aura ») ;
- aura très atypique (diplopie, anomalies rapportées au tronc cérébral, troubles psychiques, hallucinations auditives/gustatives) ;
- première crise migraineuse avant 10 ans ou après 40 ans ;
- modification majeure et récente de la symptomatologie.

Le scanner recherche une malformation artérioveineuse intracrânienne, un accident ischémique transitoire, un infarctus cérébral.

### Agenda des migraines
Un agenda qui recense toutes les crises de migraines, leur durée, leur facteur déclenchant et leur évolution avec ou sans traitement permet de partager de manière plus objective et complète avec son médecin le retentissement de ses migraines et de mettre en évidence plus facilement des facteurs déclenchants et donc de modifier son hygiène de vie.

### Diagnostic différentiel
- algie vasculaire de la face
- névralgie du trijumeau
- syndrome méningé : hémorragie méningée, méningite
- syndrome d'hypertension intracrânienne avec céphalées, vomissement et céphalées diminuées par les vomissements

## Évolution, complications
- L'état de mal migraineux est une migraine dont les symptômes se prolongent bien au-delà de 72 heures, le plus souvent en raison d'une céphalée de tension surajoutée ou d'abus médicamenteux : les antalgiques et, en particulier, l'ergotamine et le tartrate d'ergotamine entraînent, lorsque leur consommation est chronique et excessive, des céphalées paradoxales dont le traitement est long et difficile.
- L'infarctus migraineux est une complication rarissime, qui ne doit être évoquée que dans un cadre très précis :
  - survenue d'un accident vasculaire cérébral ischémique chez un individu souffrant de migraine avec aura ;
  - l'accident vasculaire se produit dans le territoire cérébral correspondant au territoire responsable des auras habituelles ;
  - tout le bilan étiologique est négatif (aucune autre cause ne peut expliquer l'infarctus cérébral).

La migraine semble être un facteur de risque cardiovasculaire avec une augmentation du risque d'infarctus du myocarde, de mort subite ou d'angine de poitrine.

## Traitements
La prise en charge de la migraine a fait l'objet de publications de plusieurs recommandations : celles de la Société Américaine de Neurologie (American Neurological Association) datent de 2012, celles de l’European federation of Neurological Societies de 2009, celles de l'American Headache Society de 2015, mise à jour en 2019.

### Prévention
En cas de migraine, le repos au calme et dans le noir permet de ne pas aggraver la crise. Certains gestes ont une efficacité non négligeable selon les individus : prendre une douche chaude ou froide, appliquer une poche froide sur la tête, boire un café, utiliser des techniques de relaxation. 
Les crises peuvent être causées par des facteurs extérieurs. Les supprimer peut être très efficace pour éviter ces crises. Ces facteurs peuvent être l'alcool, le tabac, la caféine, le chocolat, certains fromages, le stress psychique, les odeurs fortes, les agressions lumineuses et sonores tel un écran d'ordinateur ou de télévision[réf. souhaitée]. 

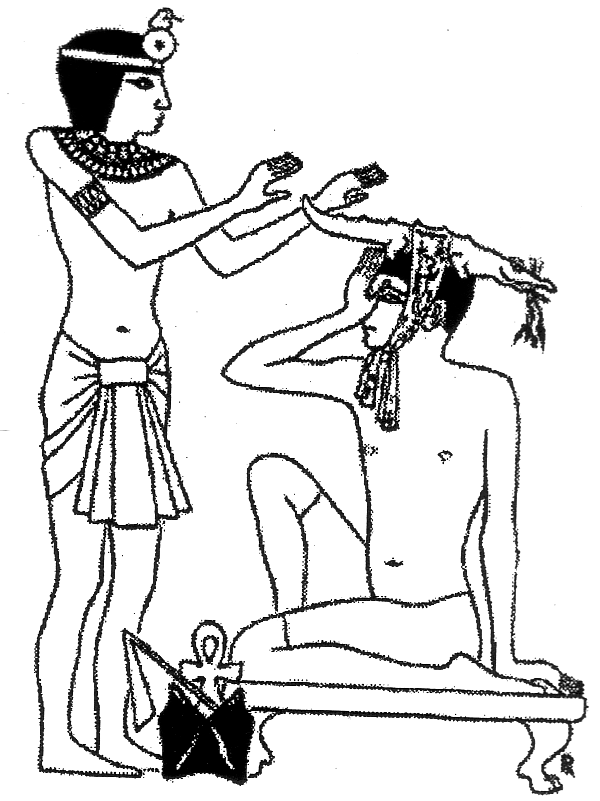
Illustration moderne (vue d'artiste) du traitement d'un migraineux d'après la formule magique du papyrus Chester Beatty V, verso 4, 5-7, grâce à un crocodile en argile tenant des céréales dans la bouche.

La migraine hémiplégique familiale est une forme rare d'origine génétique. 
La prise de 3 mg de mélatonine à libération immédiate, le soir avant de se coucher, semble efficace,. Une spécialité de médecine chinoise, YXQN, l'est également. 

### Médicaments

#### Traitement de la crise
En matière de traitement de la crise on distingue les traitements non spécifiques des traitements spécifiques.
Les traitements non spécifiques soulagent les céphalées (symptômes de la migraine). Les traitements spécifiques inhibent la vasodilatation supposée être à l'origine de la migraine.
Les traitements non spécifiques sont :
- les anti-inflammatoires non stéroïdiens (AINS) : ibuprofène, kétoprofène, aspirine. L'utilisation des AINS est recommandée par la Haute Autorité de santé (France) avec un grade A[26]. Cela signifie que des études sérieuses et bien menées ont abouti et démontré leur efficacité ;
- le paracétamol n'est recommandé qu'avec un grade C. Cela signifie que cette recommandation a un moindre niveau de preuve. Néanmoins, le paracétamol reste efficace dans une certaine mesure[27]. Il n'est pas démontré que l'association d'AINS et de paracétamol augmente l'efficacité antalgique ;
- l'oxygénothérapie : pour certains, la mise sous oxygène (entre 2 et 6 litres par minute) peut diminuer considérablement la douleur[28].

Le traitement spécifique repose essentiellement sur les triptans, utilisés en cas d'échec des molécules non spécifiques. Ce sont des agonistes spécifiques des récepteurs sérotoninergiques des vaisseaux crâniens. Leur efficacité est très bonne. Ils sont en effet recommandés par la Haute autorité de Santé avec un grade A. Cependant, il existe des effets secondaires et de contre-indications qu'il faut bien mettre en balance avec leur effet thérapeutique. L'inefficacité d'un triptan doit conduire à essayer une autre molécule de la même classe, les réponses pouvant être différentes. Une autre possibilité est l'association du sumatriptan avec du naproxène.
Pour être efficace, le traitement quel qu'il soit doit être pris le plus tôt possible. Au mieux, dès les signes avant-coureurs de la crise migraineuse. Pour les triptans, il doit être pris après la fin de l'éventuelle aura. En effet, l'aura correspondrait à une phase de vasoconstriction préalable à une vasodilatation migraineuse. Donc, l'absorption trop précoce de triptans vasoconstricteurs pourrait entraîner des phénomènes d'ergotisme. Les antalgiques ne doivent être pris qu'en cas de crise et jamais au quotidien, sous peine de risquer une céphalée chronique quotidienne (CCQ ou céphalée par abus médicamenteux avec toxicomanie aux analgésiques). Un traitement de fond doit être discuté dans ces cas.

#### Traitement de fond
L'objectif du traitement de fond est de réduire efficacement la fréquence et l'intensité des crises de migraines. Il est proposé lorsque les crises sont fréquentes (à partir de trois par mois) et/ou invalidantes (avec un retentissement important sur les activités du fait de leur intensité ou de leur durée). Il est pris par environ un américain migraineux sur dix.
Les médicaments les plus utilisés sont :
- le propranolol[33] (bêta-bloquant) et le métoprolol[34],[35];
- le méthysergide (un lysergamide) ;
- le valproate de sodium, antiépileptique et thymorégulateur ;
- l'amitriptyline[36] (antidépresseur tricyclique, particulièrement efficace s’il existe une composante anxiodépressive associée à la maladie) ;
- le topiramate[37].

Il faut remarquer que tous ces produits ont été créés pour d'autres indications que la migraine au départ : anti-épileptique, antidépresseur, etc.
- L'indoramine (alpha-bloquant) peut également être citée ;
- la flunarizine[38] (inhibiteur calcique), le dihydroergotamine, le lisinopril[39] ;
- le candesartan[40] ;
- la venlafaxine[41] ;
- la toxine botulique de type A pourrait diminuer le nombre des crises[42]. Elle est utilisée en Grande-Bretagne et aux États-Unis dans cette indication[43].

Plusieurs anticorps monoclonaux dirigés contre le récepteur du CRGP et administrés par voie sous-cutanée, ont prouvé une bonne efficacité : ce sont l'eptinézumab, l'érénumab, le frémanézumab et le galcanézumab.
D'autres molécules sont efficaces mais doivent être réservés aux formes résistantes. Ce sont des antagonistes des récepteurs du CRGP (gépants), dont l'atogépant est commercialisé en France,, et les agonistes des récepteurs 5-HT1F (en) (ditans (en)).

### Traitements non médicamenteux

#### Psychothérapie et relaxation
- La méditation et la relaxation, notamment les techniques désignées sous le terme de « pleine conscience »,  pourraient aider à diminuer la douleur lors des crises [47],[48].
- Une thérapie comportementale brève des migraines consistant en un apprentissage des facteurs déclenchants, la gestion des crises, des exercices de relaxation associés à la prise de bêta-bloquants diminue le nombre de migraine et leur retentissement[49],[50].

#### Médecines non conventionnelles
L'acupuncture a une certaine efficacité dans la prévention des crises, bien que l'utilisation des méridiens traditionnels n'ait pas démontré de supériorité par rapport à une implantation d'aiguilles sur d'autres lieux (acupuncture placebo).
En phytothérapie, l'extrait de racine du grand pétasite a une certaine efficacité.
La thérapie manuelle aurait une potentielle efficacité sur les patients souffrant de céphalées de tension et de migraine, basé sur une méta-analyse qui montre des différences significatives en faveur de la thérapie manuelle à la fois après le traitement et au long terme. L'efficacité n'est par contre pas démontré sur les céphalées cervicogènes (CGH). Le niveau de preuves reste faible dû au faible nombre d'étude.

#### Neurofeedback
Les dispositifs médicaux de type biofeedback et neurostimulation présentent également de l'intérêt, spécialement dans les situations où la prise de certains médicaments est contrindiquée, ou encore pour réduire ou éviter la prise de doses trop importantes, responsables d'une évolution vers la céphalée chronique quotidienne. Le biofeedback permet au patient de prendre conscience d'une fonction organique et chercher lui-même à la modifier lors de séances de relaxation. Cette méthode semble avoir démontré son efficacité dans le traitement des migraines et céphalées de tension. Une étude de 2009 semble montrer que le biofeedback n'apporte pas significativement d'amélioration par rapport à la relaxation. La neurostimulation a été utilisée au moyen de dispositifs implantables semblables à des pacemakers pour le traitement de migraines chroniques sévères,, avec des résultats encourageants. La neurostimulation externe a montré une certaine efficacité.

#### Correction optique totale et vision binoculaire
Toute plainte bien ou mal précisée de céphalées (donc de migraines) devrait encourager, au moins jusqu'à l'âge de 50 ans, une correction optique totale après cycloplégie, idéalement à l'atropine (5 à 10 jours d'instillation, voire plus). Une étude affiche un taux de guérison (toutes céphalées confondues, hormis celles d’origine neurologique ou vasculaire) de 76,5%. De même, une détection minutieuse de toute anomalie de la vision binoculaire (comme par exemple des hétérophories, des problèmes de convergence, etc.) doit être effectuée, suivie du traitement adéquat (orthoptie, pose de secteurs ou de prismes sur les lunettes, etc.), pouvant ainsi aboutir à la disparition des accès migraineux,,,,.

## Société

### Épidémiologie
- Aucune donnée
- - de 45
- 45-65
- 65-85
- 85-105
- 105-125
- 125-145
- 145-165
- 165-185
- 185-205
- 205-225
- 225-245
- + de 245

Nombre d'individus souffrant de migraine sur 100000 habitants en 2002.

La maladie migraineuse débute le plus souvent entre 10 et 40 ans et on retrouve dans 70 % des cas des antécédents familiaux de migraine. Il est estimé que 10 % de la population française souffre de crises migraineuses. Aux États-Unis, sa prévalence atteint une femme sur cinq et 6 % des hommes, ces chiffres restant stables. La migraine toucherait 6 à 10 millions de français, 80 % d'entre eux ne consultant pas.
Sa présence est plus fréquente chez les patients porteurs d'un foramen ovale perméable, anomalie cardiaque bénigne consistant à la persistance d'un passage possible de sang entre les deux oreillettes. Il ne s'agit vraisemblablement pas d'un facteur causal, la correction de l'anomalie n'influençant aucunement la maladie migraineuse.
La prévalence est très variable selon les pays (1 % à Hong Kong, 11,5 % en Belgique, 27,5 % en Allemagne) et selon les ethnies (12 % chez les Caucasiens, 10 % chez les Noirs, 8 % chez les Asiatiques).

### Personnalités
Plusieurs personnalités ont souffert de migraine :
- Alfred de Vigny (1797-1863)
- André Gide (1869-1951)
- Arthur Schopenhauer (1788-1860) « En métaphysique rien n'est sûr, sauf la migraine qui en est le prix » in Sur la religion
- Blaise Pascal (1623-1662)
- Frédéric Chopin (1810-1849)
- George Sand (1804-1876)
- Guy de Maupassant (1850-1893)
- Hildegarde de Bingen (1098-1180)
- Hippocrate (-377)
- Lewis Carroll (1832-1898)
- Sigmund Freud (1856-1939)
- Victor Hugo (1802-1885)
- Virginia Woolf (1882-1941)
- Voltaire (1694-1778)
- Friedrich Nietzsche (1844-1900)